# Julius Mende
Julius Mende (* 1944 in Salzburg; † 17. April 2007 in Niederösterreich) war ein österreichischer Künstler, Autor, Lehrer und Politiker.

## Leben
Von 1964 bis 1968 studierte er an der Wiener Akademie der bildenden Künste bei Max Weiler. In der 68er-Bewegung war er einer der provokantesten Künstler. Später wandte er sich der Pädagogik zu. Er unterrichtete an Schulen ebenso wie an der Pädagogischen Akademie und der Akademie der bildenden Künste. Außerdem übernahm er Lehraufträge an verschiedenen Instituten. Ab den frühen 1970er Jahren engagierte sich Mende beim Bund Demokratischer Lehrer Österreichs und wurde Mitglied in der Kommunistischen Partei Österreich (KPÖ). Mende war über mehr als ein Jahrzehnt Mitglied des ZK der KPÖ, dem Zentralkomitee. Nach dem Zusammenbruch der kommunistischen Systeme in Osteuropa war Mende von 1991 bis 1994 Bundessprecher der KPÖ und setzte sich für die Erneuerung der KPÖ ein.
In seinen Bildern und Texten nahm das Thema Sexualität die zentrale Rolle ein. In seinem Buch „Die sexuelle Welle“ spannt er den Bogen von der verklemmten Nachkriegszeit über die sexuelle „Revolution“ in den Kommunen (1960er und 1970er Jahre) bis zum Einfluss der Konsumgesellschaft auf die Sinnlichkeit.
Mende war Mitbegründer des „Verlags für Gesellschaftskritik“ (heute: Döcker Verlag) und einer der Initiatoren des WUK. Er begleitete auch die Besetzung des Schlachthofes in Sankt Marx und die Arena-Bewegung. An der Entstehung zahlreicher sozialwissenschaftlicher und kunstpädagogischer Publikationen war er als Autor oder Herausgeber beteiligt. Von 1991 bis zu ihrer Einstellung 2002 war Mende Chefredakteur der KPÖ-Zeitschrift „Weg und Ziel“.
Julius Mende war mit Bärbel Mende-Danneberg verheiratet.

## Wichtige Publikationen (als Autor oder Hrsg.)
- Die sexuelle Welle (Zwischen Sinnlichkeit und Vermarktung), Promedia, Wien, 2007, ISBN 978-3-85371-266-5
- Der Sexkoffer, Wien, 1998
- Verbotene Liebe (Erotische Beziehungen zwischen SchülerInnen & LehrerInnen), Döcker Verlag, Wien, 1998
- Wunderwelt Sexshop, Döcker Verlag, Wien, 1998, ISBN 978-3-85115-264-7
- Die 68er. Eine Generation und ihr Erbe, Döcker Verlag, Wien, 1998
- Kulturen des Widerstands (Texte zu Antonio Gramsci), Verlag für Gesellschaftskritik, Wien, 1993
- Kindergruppenkinder (Selbstorganisierte Alternativen zum Kindergarten), Verlag für Gesellschaftskritik, Wien, 1991
- Alternativschulen in Wien, Verlag für Gesellschaftskritik, Wien, 1983, ISBN 978-3-900351-28-1
- Stadt und Gesellschaft (Eine Schulbuchkritik), Wien, 1975
- Schmutz und Schund, 1974
- Schülersexualität (Ein kritisches Experiment zur Sexualpädagogik mit Interviews und Schülerzeichnungen),  Joseph Meltzer Verlag, Frankfurt, 1971